# Hysen Vrioni
Hysen Vrioni (Berat, 1881 – Tirana, 12 ottobre 1944) è stato un politico albanese durante gli anni '20 e '30 del Novecento.

## Biografia
Hysen Vrioni era figlio di Aziz Pasha Vrioni, un membro dell'influente famiglia Vrioni dell'Albania meridionale. Studiò legge e lavorò come impiegato per l'Impero ottomano prima della Dichiarazione d'Indipendenza albanese. Presto inoltre servizio come caimacam a Tirana. Fece parte della delegazione che si recò a Neuwied, in Germania, nel 1914, per offrire la corona albanese al principe Guglielmo di Wied.
Il Congresso di Lushnjë lo elesse senatore. Fu eletto nel parlamento albanese nel 1921-1923 affiliato al Partito popolare. Fu due volte ministro della Giustizia, nel 1921-1922 e nel 1922-1924. Servì anche due volte come ministro degli Affari esteri (1925-1927 e 1931-1932).
Vrioni fu eletto rappresentante di Berat nel parlamento albanese del 1932, e rieletto nuovamente nel 1937. Operò per un breve periodo come vice-presidente del Parlamento.
Hysen Vrioni è ricordato per il Primo Patto di Tirana del 27 novembre 1926, che firmò a nome di Ahmet Zogu, con la controparte italiana il barone Pompeo Aloisi.
Il leader e vescovo di sinistra albanese Fan Noli aveva una scarsa opinione su di lui considerando il background feudale e ottomano di Vrioni e la sua lealtà ad Ahmet Zogu, proclamato re d'Albania nel 1925. Chiamò Vrioni un "turcomanno".

## Attività politica
- Senatore del Senato uscito dal Congresso di Lushnjë, il 31 gennaio 1920
- Ministro della Giustizia: 24 dicembre 1921 - 12 maggio 1923
- Ministro degli Affari Esteri: 28 settembre 1925 - 10 febbraio 1927
- Ministro degli Affari Esteri: 20 aprile 1931 - 7 dicembre 1932